# Teemu Sippo
Teemu Jyrki Juhani Sippo SCJ (ur. 20 maja 1947 w Lahti) – fiński duchowny rzymskokatolicki, sercanin, biskup diecezjalny Helsinek w latach 2009–2019.

## Życiorys
Urodził się w 1947 w Lahti w rodzinie luterańskiej. W 1966 przeszedł na katolicyzm oraz wstąpił do zakonu sercanów. Podjął studia teologiczne na Uniwersytecie Alberta i Ludwika we Fryburgu. Napisał pracę magisterską pt. Zasada protestantyzmu według Paula Tillicha pod kierunkiem Karla Lehmanna.
28 maja 1977 otrzymał święcenia kapłańskie, po których został wikariuszem w parafiach w Helsinkach i Jyväskyli. W latach 1982–1985 był dyrektorem katolickiego centrum informacyjnego, zaś w kolejnych latach kierował helsińską parafią katedralną. W latach 2002–2008 był wikariuszem biskupim ds. ekumenizmu, zaś po rezygnacji bp. Józefa Wróbla z urzędu biskupa helsińskiego został administratorem tejże diecezji.
16 czerwca 2009 został wyznaczony przez papieża Benedykta XVI na nowego biskupa diecezjalnego diecezji helsińskiej. Był pierwszym rdzennym Finem na stanowisku biskupa Finlandii od czasów reformacji w XVI w. Jego konsekracja biskupia odbyła się 5 września 2009 w katedrze w Turku.
20 maja 2019 papież Franciszek przyjął jego rezygnację z urzędu.